# Russell Procope
Russell Procope (New York, 11 augustus 1908 - aldaar, 21 januari 1981) was een Amerikaanse jazzklarinettist en altsaxofonist. Hij werd vooral bekend als klarinettist in het orkest van Duke Ellington.
Procope studeerde acht jaar viool, daarna stapte hij over op klarinet en altsaxofoon. Toen hij twintig was, nam hij op met Jelly Roll Morton. Hij werkte in de orkesten van Benny Carter (1929), Chick Webb (1929-1931), Fletcher Henderson (1931-1934), Tiny Bradshaw (1934-1935), Teddy Hill (1935-1937) en Willie Bryant. In 1938 ging hij naar de band van John Kirby, waar hij saxofoon speelde en naam begon te maken. Hij speelde er tot 1943 en in 1945. In 1946 moest hij één avond Otto Hardwick vervangen in het orkest van Ellington: hij zou er spelen tot Ellington's overlijden in 1974. Alleen in 1961 werkte hij kort bij Wilbur DeParis. Bij Ellington was hij saxofonist die daarnaast klarinet speelde. Met het laatste instrument werd hij bekend. Procope kreeg echter weinig kans te soleren, omdat Johnny Hodges Ellington's belangrijkste altsaxofonist was. Wel soleerde hij af en toe op zijn klarinet. Zijn klarinet-toon was rustig en warm, in tegenstelling tot die van collega Jimmy Hamilton. Na 1974 speelde hij in de groep van Brook Kerr.

## Discografie
- Backus', Dot, 1956
- The Persuasive Sax of Russell Procope, Dot, 1956

- Bibliothèque nationale de France: cb138986968 (data)
- Gemeinsame Normdatei: 119537532
- International Standard Name Identifier: 0000 0000 3499 4075
- Library of Congress Control Number: n94048911
- MusicBrainz: 7d09015c-71a2-4e9c-bd3d-9ab9fd0c8c6a
- SNAC: w62z1s74
- Système universitaire de documentation: 156870908
- Virtual International Authority File: 14959337
- WorldCat: E39PBJdMfFrwtm3t84kTV94rMP